# Рыцари королевства Крутизны
«Рыцари королевства Крутизны» (англ. Knights of Badassdom) — комедийный хоррор 2013 года режиссёра Джо Линча. Фильм получил 2 номинации на премию «Golden Trailer Awards» в категориях «Trashiest Trailer» и «Don LaFontaine Award for Best Voice Over».

## Сюжет
От Джо уходит девушка, и его друзья в качестве поддержки предлагают ему поучаствовать в ролевой игре. Во время шуточного ритуала компания случайно вызывает суккуба, а затем пытается его одолеть.

## В ролях
| Актёр             | Роль         |
| ----------------- | ------------ |
| Райан Квонтен     | Джо          |
| Стив Зан          | Эрик         |
| Питер Динклэйдж   | Ханг         |
| Саммер Глау       | Гвен         |
| Маргарита Левиева | Бет / Суккуб |
| Джимми Симпсон    | Ронни        |
| Дэнни Пуди        | Лэндо        |
| Джошуа Малина     | Трэвис       |

## Отзывы
Фильм получил смешанные отзывы кинокритиков. На сайте Rotten Tomatoes у фильма 58 % положительных рецензий из 12. На Metacritic — 60 баллов из 100 на основе 2 рецензий.